# 吟詠百選
『吟詠百選』（ぎんえいひゃくせん）は、LuckyFM茨城放送で毎週日曜日8時15分から8時45分に放送している、詩吟・吟詠専門の音楽番組である。

## 概要
日本の民放ラジオ局では珍しい詩吟・吟詠のみを取り上げる番組で、市村俊夫（LuckyFM茨城放送嘱託アナウンサー）が、来週1週間の歴史上の出来事を交えながら、詩吟・吟詠を紹介している。番組は40年以上続いているとされている。